# باز رو به مرگ است
باز رو به مرگ است (انگلیسی: The Hawk Is Dying) یک فیلم آمریکایی به کارگردانی جولیان گلدبرگر بر پایهٔ کتابی نوشتهٔ هری کروز است که در سال ۲۰۰۶ منتشر شد. در این فیلم پل جیاماتی، میشل ویلیامز، مایکل پیت، رابرت ویزدم و آن ودجورث ایفای نقش می‌کنند.
این فیلم در جشنواره فیلم ساندنس ۲۰۰۶ به نمایش درآمد و همچنین در دو هفته کارگردانان ۲۰۰۶ در جشنواره کن پذیرفته شد. این فیلم در ۳۰ مارس ۲۰۰۷ از طریق سینماهای شهر نیویورک و لس آنجلس منتشر شد.